# Hässleholms IF
Hässleholms IF, egentligen Hässleholms Idrottsförening (HIF), bildad 1 maj 1922, är en idrottsförening i Hässleholm och länge är fotboll huvudgrenen. Klubben har sedan 2025 ett herrlag i Ettan södra. 
Juniorlaget gick 2007 upp i juniorallsvenskan och spelade där 2008. Ungdomsverksamheten har under det senaste decenniet utvecklats framgångsrikt och har både bredd och djup och kan nu konkurrera med fler lag än tidigare. Laget spelade i Division II, då det var Sveriges andradivision, under åren 1961, 1965, 1966, 1967, 1969, 1970, 1972, 1973 och 1974. 1965 nådde man sin främsta placering då man blev trea i division II södra bara några poäng från allsvenskt kval. År 2012 vann man division 3 Sydöstra Götaland och gick upp i division 2, placeringen innebar även att man för första gången på 30 år var bättre än lokalrivalen IFK Hässleholm. År 2024 vann Hässleholms IF Division 2 Södra Götaland och kommer 2025 spela i Ettan södra.
Den ursprungliga spelardräkten, är grön tröja och blå byxor (källa: uppslagsverket Sveriges Idrottsfolk, Del III - Skåne, 1944).

## Spelartruppen
(L) - Inlånad spelare
| Nummer      | Land      | Spelare                     | Födelsedatum     | Kom från         | Moderklubb          |           |
| Målvakter   | Målvakter | Målvakter                   | Målvakter        | Målvakter        | Målvakter           | Målvakter |
| ----------- | --------- | --------------------------- | ---------------- | ---------------- | ------------------- | --------- |
| 1           | Sverige   | Liam Bengtsson              | 24 oktober 2003  | FK Karlskrona    | Karlskrona AIF      |           |
| 31          | Sverige   | Adam Larsson                | 20 november 1997 | Torns IF         | BK Union            |           |
| Försvarare  |           |                             |                  |                  |                     |           |
| 2           | Sverige   | Anton Branting              | 18 oktober 2001  | Hässleholms IF U | Hässleholms IF      |           |
| 3           | Sverige   | Emil Arvidsson              | 13 november 2003 | Hässleholms IF U | IFK Knislinge       |           |
| 4           | Sverige   | Aldin Nedzibovic            | 19 juni 2004     | Markaryds IF     | Markaryds IF        |           |
| 5           | Sverige   | Walid Ali                   | 11 december 2001 | IFK Trelleborg   | Malmö FF            |           |
| 6           | Sverige   | Adi Terzic                  | 19 november 1997 | NSÍ Runavík      | Olofströms IF       |           |
| 8           | Sverige   | Johan Persson Åhstedt (L)   | 8 oktober 2003   | Mjällby AIF      | Hässleholms IF      |           |
| 12          | Sverige   | Oscar Widmark               | 20 februari 2001 | Hässleholms IF U | IFK Hässleholm      |           |
| Mittfältare |           |                             |                  |                  |                     |           |
| 7           | Sverige   | Albin Andersson             | 15 december 2001 | Hässleholms IF U | Hässleholms IF      |           |
| 10          | Sverige   | Jonathan Nilsson            | 16 november 2001 | Hässleholms IF U | Hässleholms IF      |           |
| 15          | Sverige   | Theo Ekström                | 24 juli 1999     | BK Olympic       | IFK Hässleholm      |           |
| 16          | Sverige   | Filip Åkesson Linderoth (L) | 18 februari 2005 | Mjällby AIF      | Wä IF               |           |
| 17          | Sverige   | Melvin Ljungqvist           | 16 november 2007 | Kristianstad FC  | Åsums BK            |           |
| 18          | Sverige   | Vilmer Persson Åhstedt      | 8 oktober 2003   | Hässleholms IF U | Hässleholms IF      |           |
| 22          | Sverige   | Jussi Tikkanen              | 7 september 2005 | IFK Hässleholm   | IFK Hässleholm      |           |
| Anfallare   |           |                             |                  |                  |                     |           |
| 9           | Sverige   | Teddy Bermudez              | 4 augusti 2000   | Hittarps IK      | Råå IF              |           |
| 11          | Sverige   | Gabriel Johnson             | 24 juli 2002     | Ragusa Calcio    | IF Limhamn Bunkeflo |           |
| 14          | Sverige   | Elias-Ramin Karimi          | 23 januari 2002  | FC Rosengård     | IFK Hässleholm      |           |
| 19          | Sverige   | Filip Freij                 | 15 juli 2003     | Mjällby AIF      | Höörs IS            |           |
| 20          | Sverige   | Lucas Johnsson              | 8 juli 2001      | IFK Hässleholm   | IFK Hässleholm      |           |
| 23          | Sverige   | Albin Romberg               | 14 juni 2008     | Hässleholms IF U | Farstorps GoIF      |           |
| 24          | Sverige   | Casper Burehed              | 27 mars 2001     | Oskarshamns AIK  | Höörs IS            |           |

## Kända spelare
Det finns flera som har fostrats i klubben eller som har börjat sin seniorkarriär i HIF och som sedermera spelat i allsvenskan och vissa fall även i landslaget. Bland dessa kan nämnas Kenneth Berg, Bertil Andersson, Lennart Ekström, Mats Aronsson, Bosse Augustsson, Jörgen Augustsson, Lennart "Lie" Larsson och Mats Nordgren. 
Elias Andersson är den mest framstående spelaren som har fostrats i klubben i modern tid. Efter att ha etablerat sig i Djurgårdens IF, där han skrev på den 10 december 2020, lånades han sommaren 2021 ut till Mjällby AIF. Elias vände tillbaka till Djurgården 2022, samma år debuterade han i A-landslaget.  Sommaren 2023 gick flyttlasset vidare till polska Lech Poznań.

## Övriga sektioner
Det har genom åren också funnits sektioner för brottning, bordtennis, handboll, innebandy, basket, handikappidrott och ishockey.
Klubbens nuvarande bidrag till elitinnebandyn är Sofie Engel och Sandra Heingard som nu spelar i elitserieklubben Pixbo Wallenstam IBK som de har representerat sedan säsongen 2008/2009 respektive 2010/2011.

## Skyttekungar
- 2014: Joel Wedenell, 21 mål (Skytteligaseger i division 2 Sydöstra Götaland)
- 2013: Joel Wedenell, 18 mål (Delad skytteligaseger i division 2 Södra Götaland)
- 2012: Christoffer Ekelund, 22 mål (Skytteligaseger i division 3 Sydöstra Götaland)
- 2011: Christoffer Ekelund, 10 mål
- 2010: Oskar Olsson, 11 mål

Källa: SvFF

## Resultat i seriespel
| Säsong | Serie                    | Placering | Publiksnitt (hemma) | Notering                                                                           |
| ------ | ------------------------ | --------- | ------------------- | ---------------------------------------------------------------------------------- |
| 2007   | Div 4 Norra Skåne        | 1         | -                   | Uppflyttade till division 3.                                                       |
| 2008   | Div 3 Södra Götaland     | 11        | 86                  | Nedflyttade till division 4.                                                       |
| 2009   | Div 4 Norra Skåne        | 2         | -                   | Förlorar i kvalet. Slutar tvåa i kvalgrupp om fyra lag.                            |
| 2010   | Div 4 Östra Skåne        | 3         | 75                  | Uppflyttade till division 3. Vinner i kvalet. Slutar etta i kvalgrupp om fyra lag. |
| 2011   | Div 3 Sydvästra Götaland | 4         | 400                 | -                                                                                  |
| 2012   | Div 3 Sydöstra Götaland  | 1         | 523                 | Uppflyttade till division 2.                                                       |
| 2013   | Div 2 Södra Götaland     | 4         | 242                 | -                                                                                  |
| 2014   | Div 2 Östra Götaland     | 7         | 236                 | -                                                                                  |
| 2015   | Div 2 Östra Götaland     | 5         | 771                 | Hemmamatchen mot IFK Hässleholm inför 1 925 åskådare                               |
| 2016   | Div 2 Östra Götaland     | 5         |                     |                                                                                    |
| 2017   | Div 2 Östra Götaland     | 3         |                     |                                                                                    |
| 2018   | Div 2 Östra Götaland     | 12        |                     | Kvalspel mot Smedby AIS, Agg. 6-0 (3-0 hemma resp. borta)                          |
| 2019   | Div 2 Östra Götaland     | 10        |                     |                                                                                    |
| 2020   | Div 2 Östra Götaland     | 2         |                     |                                                                                    |
| 2021   | Div 2 Östra Götaland     | 2         |                     |                                                                                    |
| 2022   | Div 2 Östra Götaland     | 4         |                     |                                                                                    |
| 2023   | Div 2 Södra Götaland     | 2         |                     | Kval till Ettan                                                                    |
| 2024   | Div 2 Södra Götaland     | 1         |                     | Mästare i näst sista omgången. Uppflyttning till Ettan.                            |

Källor:
- SVFF.

### Webbkällor
- http://www.hassleholmsif.se/
- https://web.archive.org/web/20150218213205/http://svenskfotboll.se/cuper-och-serier/information/?scr=spectators&ftid=39668
- https://web.archive.org/web/20160325104727/http://svenskfotboll.se/cuper-och-serier/information/?scr=spectators&ftid=35319
- https://fogis.se/information/?scr=table&ftid=31381
- https://fogis.se/information/?scr=table&ftid=27073
- http://www.skaneboll.se/forbund/foreningar/?scr=table&ftid=23256
- http://www.skaneboll.se/forbund/foreningar/?scr=scorers&ftid=15236
- http://www.skaneboll.se/forbund/foreningar/?scr=table&ftid=22268
- https://web.archive.org/web/20140116075841/http://blogg.kristianstadsbladet.se/patrikpersson/silly-season-just-nu-5/

### Fotnoter
1. ↑  Christoffer Ekmark (13 oktober 2024). ”Klart: Hässleholms IF till Ettan Södra – KFC får kvala efter förlust mot Räppe”. Skånesport. https://skanesport.se/2024/10/13/klart-hassleholms-if-till-ettan-sodra-kfc-far-kvala-efter-forlust-mot-rappe/. Läst 13 oktober 2024.
2. ↑  ”Truppen”. Hässleholms IF. https://www.svenskalag.se/hassleholmsif-herr/truppen. Läst 9 mars 2024.
3. ↑  ”Andersson på lån till Mjällby”. Norra Skåne. 9 augusti 2021. https://www.nsk.se/2021-08-09/andersson-pa-lan-till-mjallby/. Läst 4 juli 2025.
4. ↑  ”HIF-fostrade stjärnan i landslagstrupp: ”Hade ingen aning””. Norra Skåne. 6 december 2022. https://www.nsk.se/2022-12-06/hif-fostrade-djurgardsstjarnan-i-landslagstrupp-hade-ingen-aning/. Läst 4 juli 2025.
5. ↑  ”Efter magiska hyllningarna – Elias om proffslivet i Polen”. Norra Skåne. 3 augusti 2023. https://www.nsk.se/2023-08-03/efter-magiska-hyllningarna-elias-om-proffslivet-i-polen-storre-skyltfonster/. Läst 4 juli 2025.